# 상동고등학교 (강원)
상동고등학교(上東高等學校)는 대한민국 강원특별자치도 영월군 상동읍 천평리에 있는 공립 고등학교이다.

## 학교 연혁
- 1953년 6월 4일 : 재단법인 상동학원 설립인가
- 1955년 12월 31일 : 상동고등학교 설립인가
- 1984년 3월 1일 : 상동중고등학교 공립으로 이관
- 2023년 9월 1일 : 제31대 한승용 교장 취임
- 2024년 1월 4일 : 제66회 졸업(3명 졸업, 총 졸업생수 3,441명)

## 참고 자료
- 상동고등학교 - 한국교육학술정보원 학교알리미